# İslam İlyasov
İslam İlyasov (ur. 21 maja 2000) – azerski zapaśnik walczący w stylu wolnym. Zajął szesnaste miejsce na mistrzostwach świata w 2021. 
Trzeci na MŚ U-23 w 2022. Pierwszy na ME U-23 w 2022 i 2023; trzeci w 2021 roku.